# Zoltán Sztanity
Zoltán Sztanity (ur. 1 lutego 1954 w Győrze) – węgierski kajakarz. Srebrny medalista olimpijski z Montrealu.
Zawody w 1976 były jego pierwszymi igrzyskami olimpijskimi. Zajął drugie miejsce w kajakowych jedynkach na dystansie 500 metrów, wyprzedził go jedynie Rumun Vasile Dîba. Brał udział w igrzyskach w 1980. Był dwukrotnym medalistą mistrzostw świata – zdobył złoto w sztafecie K-1 na dystansie 4 × 500 metrów w 1975 i brąz w kajakowej jedynce na dystansie 500 metrów w 1977.